# Amajuba
Amajuba – dystrykt w Republice Południowej Afryki, w prowincji KwaZulu-Natal. Siedzibą administracyjną dystryktu jest Newcastle.
Dystrykt dzieli się na gminy:
- Newcastle
- eMadlangeni
- Dannhauser